# Jonas Aaen Jørgensen
Jonas Aaen Jørgensen (født 20. april 1986) er en tidligere professionel dansk landevejscykelrytter.

## Meritter
2014
1. Scandinavian Race Uppsula

2011
1. Grand Prix d'Isbergues

### 2009
1. Scandinavian Race Uppsala

1. Anden etape, Tour du Loir-et-cher

1. Første etape, Ringerike GP

1. Fjerde etape, Okolo Slovenska

1. Femte etape, Okolo Slovenska

### 2008
1. Vlaamse Havenpijl

2007
1. GP Stad Zuttegem-Dr. Tistaert Prijs

1. Tredje Etape, Le Triptyque des Monts et Chateaux